# Sprengstoffgesetz (Deutschland)
Das Sprengstoffgesetz (Gesetz über explosionsgefährliche Stoffe) regelt den zivilen Umgang und den Verkehr mit sowie die Einfuhr und die Durchfuhr von explosionsgefährlichen Stoffen und Sprengzubehör in Deutschland. Es ist die wichtigste Rechtsquelle des deutschen Sprengstoffrechts.

## Geschichte
Vorgängernormen des geltenden Sprengstoffgesetzes waren das Gesetz gegen den verbrecherischen und gemeingefährlichen Gebrauch von Sprengstoffen vom 9. Juni 1884 sowie zahlreiche ergänzende Verordnungen der Länder.
Das Gesetz erging auf den Einfluss des englischen Gesetzes vom 10. April 1883 und erlaubte Herstellung, Vertrieb und Besitz von Sprengstoffen nur mit behördlicher Genehmigung. Auch wurden damals schon bestimmte Aufzeichnungspflichten (Registerführung) eingeführt. Das Strafmaß bei Verstößen bestand in Zuchthaus als Regelstrafe, bei der Verursachung des Todes anderer in der Todesstrafe.

## Gesetzgebungskompetenz
Das erste bundesdeutsche Sprengstoffgesetz datiert vom 25. August 1969. Anders als das Gesetz aus der Kaiserzeit war dieses kein Polizei- und Strafgesetz, sondern erfasste als gewerberechtliches Erlaubnis- und Überwachungsgesetz den Umgang und Verkehr mit explosionsgefährlichen Stoffen.
Das Sprengstoffgesetz von 1969 hob sowohl das Gesetz gegen den verbrecherischen und gemeingefährlichen Gebrauch von Sprengstoffen, zuletzt geändert mit Gesetz vom 1. Juni 1964 als auch verschiedene Landesgesetze  und -verordnungen aus den 1950er-Jahren weitgehend auf. Es blieb jedoch bei einem Nebeneinander bundes- und landesrechtlicher Vorschriften, weil der Bund den gewerblichen und die Länder den nicht gewerblichen Bereich regelten. Terminologie und Erfassung der Sprengstoffe waren nicht einheitlich.
Zum 1. Juli 1977 erging deshalb ein neues Sprengstoffgesetz „aus einem Guß“. In das Gesetz wurde nunmehr auch der nicht gewerbliche Bereich einbezogen. Zuvor war im Grundgesetz mit Art. 74 Nr. 4a die konkurrierende Gesetzgebungskompetenz für das Waffen- und das Sprengstoffrecht eingefügt worden, von der der Bund mit dem Gesetz über explosionsgefährliche Stoffe (Sprengstoffgesetz – SprengG) vom 13. September 1976, in Kraft getreten am 1. Juli 1977 Gebrauch machte.
Mit der Föderalismusreform wurden das Waffen- und das Sprengstoffrecht mit Wirkung zum 1. September 2006 in die ausschließliche Gesetzgebungskompetenz des Bundes verlagert (Art. 73 Abs. 1 Nr. 12 GG).

## Ergänzende Bestimmungen
Zum Sprengstoffgesetz wurden eine Verwaltungsvorschrift (SprengVwV) und mehrere Durchführungsverordnungen erlassen, außerdem zahlreiche technische Regeln und Richtlinien. Auch das Gesetz selbst war zahlreichen Änderungen unterworfen; am 17. April 1986 wurde es neu bekanntgemacht. Zur Umsetzung der Richtlinie 93/15/EWG des Rates vom 5. 4. 1993 zur Harmonisierung der Bestimmungen über das Inverkehrbringen und die Kontrolle von „Explosivstoffen“ für zivile Zwecke – „Sprengstoffrichtlinie“ – (ABl. EG Nr. L 121 S. 20, ber. ABl. EG Nr. L 79 S. 34 vom 7. 4. 1995) wurde es durch das „Gesetz zur Änderung des Sprengstoffgesetzes und anderer Vorschriften (SprengÄndG 1997)“ vom 23. 6. 1998 erneut geändert – die umfassendste Änderung in neuerer Zeit.

## Inhaltsübersicht
Der I. Abschnitt regelt in den allgemeinen Vorschriften den Anwendungsbereich, Begriffsbestimmungen und Verordnungsermächtigungen (§§ 1 bis 6 SprengG).
Gem. § 1a SprengG ist das Gesetz nicht anzuwenden auf den nicht zivilen Gebrauch explosionsgefährlicher Stoffe oder Sprengzubehör durch die Bundeswehr, die Polizei oder die für die Kampfmittelbeseitigung zuständigen Dienststellen.

### Sprengstoffkategorien
In § 3 Abs. 1 SprengG sind insbesondere die explosionsgefährlichen Stoffe, Explosivstoffe, pyrotechnischen Gegenstände und Sprengzubehör legaldefiniert. Pyrotechnische Gegenstände werden nach dem Grad der von ihnen ausgehenden Gefährdung und ihrem Verwendungszweck in bestimmte Kategorien eingeteilt (§ 3a SprengG). Feuerwerkskörper gehören der Kategorie F1 bis F4 an (§ 3a Abs. 1 Nr. 1a bis 1d SprengG), pyrotechnische Gegenstände für Bühne und Theater der Kategorie T1 und T2 (§ 3a Abs. 1 Nr. 2a und 2b SprengG),  sonstige pyrotechnische Gegenstände der Kategorie P1 und P2 (§ 3a Abs. 1 Nr. 3a und 3b SprengG). Pyrotechnische Sätze werden nach ihrer Gefährlichkeit in die Kategorien S1 und S2 eingeteilt (§ 3a Abs. 2 SprengG), Wettersprengstoffe und Wettersprengschnüre nach ihrer Schlagwettersicherheit in die Klassen I bis III (§ 3a Abs. 3 SprengG).
Bei einem neuen sonstigen explosionsgefährlichen Stoff stellt die Bundesanstalt für Materialforschung und -prüfung (BAM) fest, welcher Stoffgruppe der Anlage II zum SprengG der Stoff zuzuordnen ist (§ 2 (Anwendung auf neue sonstige explosionsgefährliche Stoffe) Abs. 2 und Abs. 3 SprengG). Die Anlage II unterscheidet nach Empfindlichkeit und Wirkung die Stoffgruppen A bis C.

### Erlaubnispflicht
Der II. Abschnitt sieht beim gewerbsmäßigen Umgang und Verkehr mit explosionsgefährlichen Stoffen vor allem eine Erlaubnispflicht (§ 7 SprengG), einen Fachkundenachweis sowie bestimmte Kennzeichnungs- und Aufzeichnungspflichten für Hersteller, Importeure und Händler vor (§§ 7 bis 16l SprengG). Nähere Bestimmungen dazu enthält die Erste Verordnung zum Sprengstoffgesetz (1. SprengV).
Abschnitt V regelt die Erlaubnispflicht des  Umgangs und Verkehrs mit explosionsgefährlichen Stoffen im nicht gewerblichen Bereich, etwa für Sportschützen oder Jäger, die ihre Munition selbst herstellen (Wiederladen) oder mit Vorderladerwaffen schießen möchten (§§ 27 bis 29 SprengG). Keiner Erlaubnis bedürfen Wissenschaftler, Ärzte, Zahnärzte, Tierärzte und Apotheker für das Herstellen, Be- und Verarbeiten, Aufbewahren, Verwenden, Erwerben und Befördern von kleinen Mengen explosionsgefährlicher Stoffe im Sinne des § 2 Abs. 1 der 1. SprengV (27.3.2 SprengVwV).
Abschnitt VIII enthält verschiedene Straf- und Bußgeldvorschriften vor allem bei Verstößen gegen die gesetzlichen Erlaubnis- und sonstigen Verhaltenspflichten.